# Claudia Durastanti
Claudia Durastanti (Brooklyn, 8 de junio de 1984) es una escritora y traductora italiana de origen estadounidense.

## Biografía
Nacida en Brooklyn, se trasladó a Basilicata a los seis años con su familia. Se licenció en Antropología cultural en la Universidad de La Sapienza de Roma, continuó sus estudios en la Universidad de Montfort de Leicester y regresó a La Sapienza para cursar un máster en Edición y periodismo.
Su primera novela, Un giorno verrò a lanciare sassi alla tua finestra (Marsilio, 2010), ganó el premio Mondello Giovani, el premio Castiglioncello Opera Prima y quedó finalista del premio John Fante. Con A Chloe, per le ragioni sbagliate (Marsilio, 2013), quedó finalista del premio Fiesole. Después publicó la novela Cleopatra va in prigione (minimum fax, 2016). La straniera (La extranjera, L’Altra Editorial/Anagrama, 2019) quedó finalista del Premio Strega 2019 y el Premio Viareggio, y ganó el Premio Strega Off. Como traductora, ha llevado al italiano escritores como Joshua Cohen, Donna Haraway y Ariely Levy, entre otros.
Colabora regularmente con el diario La Repubblica y es una de las fundadoras del Festival de Literatura Italiana de Londres, ciudad donde reside actualmente (2020). Además, ha sido Italian Fellow in Literature en la Academia Americana en Roma. Su obra está marcada por la comprensión de los símbolos que conforman el concepto de normalidad, entre los que se encuentran los sentidos, que, a través de su propia experiencia, hija de padres sordos, explora a través de la escritura, en especial en su obra La extranjera.

## Novelas
- Un giorno verrò a lanciare sassi alla tua finestra, Venecia, Marsilio, 2010 ISBN 978-88-317-0572-1.
- A Chloe, per le ragioni sbagliate, Venecia, Marsilio, 2013 ISBN 978-88-317-1670-3.
- Cleopatra va in prigione, Roma, minimum fax, 2016 ISBN 978-88-7521-745-7.
- La straniera, Milán, La nave di Teseo, 2019 ISBN 978-88-93447-75-1.